# Alyssum moellendorfianum
Alyssum moellendorfianum  (лат.) — вид двудольных растений рода Бурачок (Alyssum) семейства Капустные (Brassicaceae). Под текущим таксономическим названием был описан немецким ботаником Паулем Ашерсоном в 1887 году.

## Распространение, описание
Эндемик Боснии и Герцеговины, встречающийся на каменистых участках.
Растение размером 5—10 см, растёт группой. Листья мелкие, серебристого или сероватого цвета, от продолговато-лопатчатой до обратнояйцевидной формы. Цветки жёлтые, размером 6 мм, собраны в прямостоячее кистевидное соцветие. Цветёт весной. Размножается семенами или вегетативно. Солнцелюбиво; предпочитает освещённые сухие места с бедной дренированной почвой, трещины в скалах.

## Синонимы
Синонимичные названия:
- Alyssum galicicae (Formánek) Hayek
- Alyssum montanum var. galicicae Formánek